# Бутеј
Бутеј (фр. Bouteille) насеље је и општина у североисточној Француској у региону Пикардија, у департману Ен (Пикардија) која припада префектури Вервен.
По подацима из 2011. године у општини је живело 499 становника, а густина насељености је износила 26,26 становника/km². Општина се простире на површини од 19 km². Налази се на средњој надморској висини од 214 метара (максималној 223 m, а минималној 125 m).

## Демографија
| 1962. | 1968. | 1975. | 1982. | 1990. | 1999. | 2011. |
| ----- | ----- | ----- | ----- | ----- | ----- | ----- |
| 656   | 633   | 549   | 514   | 502   | 508   | 499   |

График промене броја становника у току последњих година